# 語言習得裝置
语言习得装置（英語：Language Acquisition Device）是人类心智的假想模块，用于解释儿童天生的语言习得倾向。 
最初由諾姆·杭士基在20世纪60年代提出，LAD概念是一种本能的心智能力，使婴儿能够获得和产生语言。它是语言先天論的一部分。该理论断言人类出生即具有「與生俱來的能力」或本能以习得语言。支持LAD的主要论点是来自刺激貧乏，该论证认为，因为儿童永远无法接觸到否定證據，也很少接受第一语言的直接教学，除非儿童对文法具有重要的先天知识，否则他们无法這麼快速地学习语言。 
杭士基在解释LAD时指出，由於单词形式（字符串）和文法顺序的關係，语言是无限的。单词形式會组成文法正确的单词序列，而這些单词序列會汇集到每种独立语言的有限词典中。因此，LAD的任务，就是从无限文法中选出正确的文法以對應於呈现给個體（例如孩子）的语言。然而，杭士基的观点导致了一些问题，比如:「孩子如何选择一种特定语言的正确文法?」，對此有负面证据缺乏（由布萊恩·馬威尼提出）、天生普遍文法（由杭士基提出），以及无差错学习等观点 。 
馬威尼专注于负面证据的贫困，认为没有足够的证据支持无差错学习以及普遍文法存在。如果建成這樣的系统，該系統則會是“有预测性的”，因此在這種情況下，固有的LAD将會收錄設定好的普遍文法。

## 批評
批評者認為，上述的語言習得裝置，以及相關的普遍文法和刺激貧乏的主張，在神經科學和語言習得研究中並無足夠證據支持。也有人認為，喬姆斯基所聲稱的語言學證據是個錯誤解。
由於這樣的原因，主流的語言習得界在21世紀初捨棄了生成文法。對語言習得裝置的探索仍在繼續，但一些學者認為這是一種偽科學 。